# Zespół Elektrowni Wodnych Niedzica

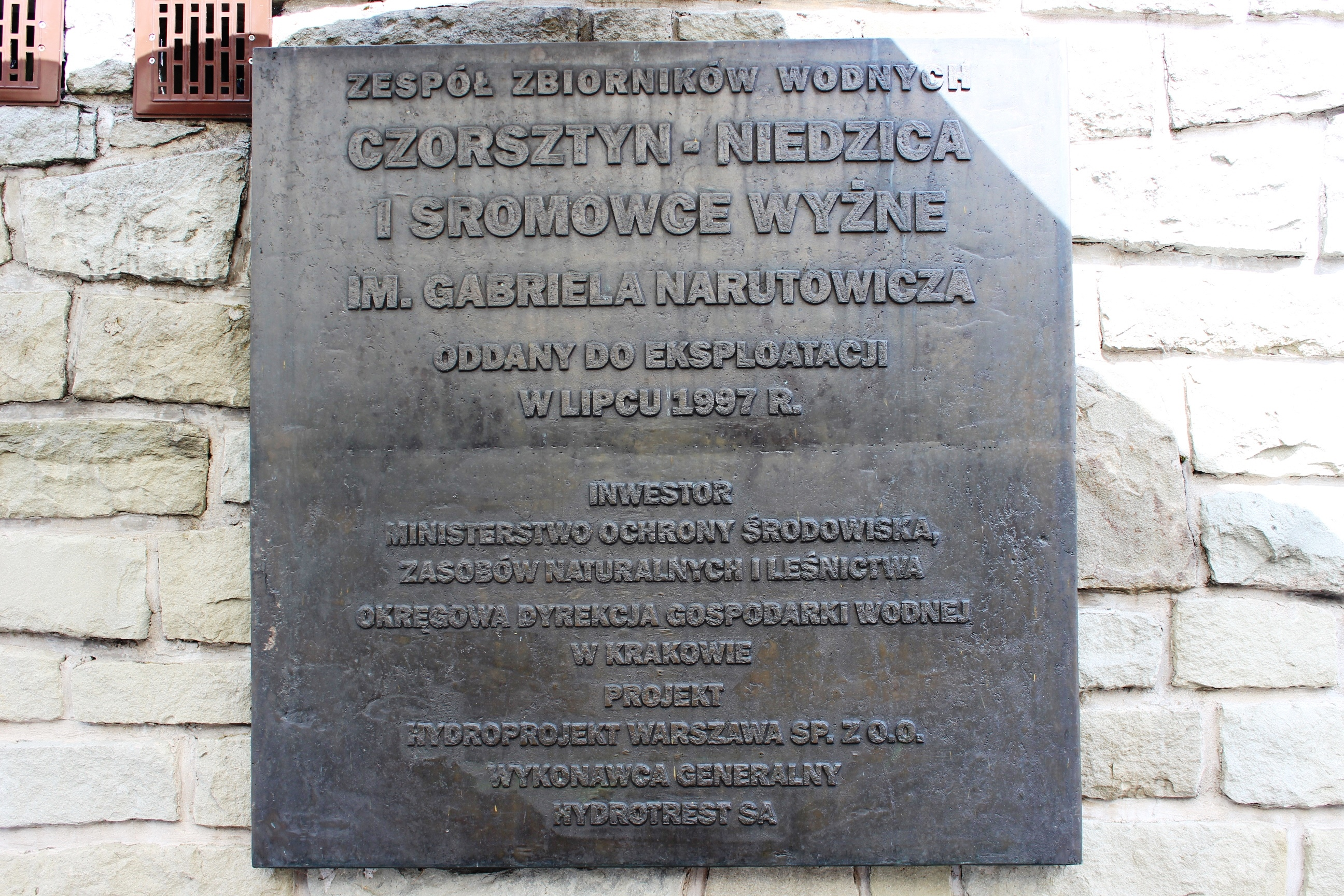
Tablica upamiętniająca oddanie do eksploatacji zespołu zbiorników wodnych

Zespół Elektrowni Wodnych Niedzica S.A. (ZEW Niedzica S.A.) – spółka akcyjna, której przedmiotem działalności jest przede wszystkim wytwarzanie energii elektrycznej. Powstała 24 listopada 1997 jako Zespół Zbiorników Wodnych Czorsztyn-Niedzica Sromowce Wyżne S.A. Od 2004 pod obecną nazwą. Jest jednoosobową spółką Skarbu Państwa. 
W skład zespołu wchodzą cztery elektrownie wodne: elektrownia szczytowo-pompowa Niedzica, elektrownia przepływowa Sromowce Wyżne, elektrownia Łączany i elektrownia Smolice.

## Historia
Pierwsze plany budowy zbiornika w okolicach Niedzicy pochodzą z 1905 roku. W latach 20. XX wieku powstały plany budowy zbiorników wodnych na najgroźniejszych dopływach karpackich Wisły, m.in. Sole i Dunajcu. Jednym z konsultantów projektu budowy obiektu w Niedzicy był hydrotechnik, później prezydent Rzeczypospolitej Polskiej Gabriel Narutowicz.
O budowie zadecydowano ostatecznie po katastrofalnej powodzi w 1934 roku, podczas której zalanych zostało ponad 20 tys. gospodarstw. Plany budowy przerwała wojna.
Po II wojnie światowej, w latach 50. XX wieku projekt został ponownie podjęty, ale jego zatwierdzenie nastąpiło dopiero na początku lat 70., po zmianach koncepcyjnych. Zmieniano m.in.: planowane położenie zapory i zbiornika, typ zapory (z betonowej na ziemną) i liczbę miejscowości przeznaczonych do zalania.
Budowę rozpoczęto w 1975. W latach 80. i 90. XX wieku spotykała się ona z protestami ekologów. Realizację zbiorników, zapór oraz elektrowni zakończono w 1997. W tym roku powołano również spółkę do ich obsługi. Patronem zespołu zbiorników wodnych został prof. Gabriel Narutowicz.

## Elektrownia wodna Niedzica
- 49°25′09″N 20°19′24″E/49,419167 20,323333
- Moc przy pracy turbinowej: 2 × 46,375 MW
- Moc przy pracy pompowej: 2 × 44,5 MW
- Wysokość spadu wody: 40–50 m
- Generowane napięcie: 15 kV

Budynek elektrowni położony jest poniżej zapory Niedzica. Elektrownia wykorzystuje wody Zbiornika Czorsztyńskiego, które doprowadzane są dwoma wydrążonymi w skale sztolniami o średnicy 7 m. 
Wykorzystana woda spływa do Zbiornika Sromowskiego, który z kolei jest źródłem wody dla Elektrowni Sromowce Wyżne oraz służy jako zbiornik wyrównawczy. Przed 2001 elektrownia w trybie pompowym przepompowywała wodę ze zbiornika Sromowce Wyżne do Zbiornika Czorsztyńskiego. Ze względu na niewielkie różnice w cenie energii w dzień i w nocy elektrownia pracuje obecnie wyłącznie w trybie turbinowym. W praktyce jest więc elektrownią przepływową.
W elektrowni zastosowano turbiny odwracalne typu Deriaza. Każdy z dwóch hydrozespołów waży 250 ton.
Elektrownia (pomieszczenia technologiczne wraz z urządzeniami do produkcji prądu) oraz zapora są udostępnione do zwiedzania z przewodnikiem.

## Elektrownia wodna Sromowce Wyżne
- 49°24′24,5″N 20°20′01,0″E/49,406806 20,333611
- Moc turbin 4 × 520 kW
- Wysokość spadu wody: 3,4–10,3 m
- Generowane napięcie: 0,66 kV